# Caracídeos
Caracídeos (Characidae) é uma família de peixes actinopterígeos pertencentes à ordem Characiformes. No Brasil existem cerca de 300 espécies.
São peixes de água doce, pequenos, coloridos, geralmente providos de nadadeira adiposa, nadadeira caudal bifurcada e nadadeira anal desenvolvida. Muitas espécies são ornamentais e a família também inclui as piranhas.

## Taxonomia
Taxonomia da família Characidae:
Subfamília Spintherobolus
- Amazonspinther
- Spintherobolus

Subfamília Stethaprioninae
- Tribo Rhoadsiini [Astyanax]
  - Astyanacinus
  - Astyanax - lambari
  - Carlana
  - Ctenobrycon
  - Inpaichthys
  - Nematobrycon
  - Oligosarcus
  - Parastremma
  - Psellogrammus
  - Rhoadsia
- Tribo Stygichthyini [Jupiaba]
  - Coptobrycon
  - Deuterodon
  - Erythrocharax[3]
  - Jupiaba
  - Macropsobrycon
  - Myxiops
  - Parecbasis
  - Probolodus
  - Stygichthys
- Tribo Pristellini [Hemigrammus; Aphyoditini]
  - Aphyodite
  - Atopomesus
  - Axelrodia
  - Brittanichthys
  - Bryconella
  - Hasemania
  - Hemigrammus
  - Hyphessobrycon
  - Moenkhausia
  - Nematocharax
  - Paracheirodon
  - Parapristella
  - Petitella
  - Phycocharax[4]
  - Pristella
  - Thayeria
- Tribo Stethaprionini
  - Brachychalcinus
  - Gymnocorymbus
  - Orthospinus
  - Poptella
  - Stethaprion
  - Stichonodon
- Tribo Gymnocharacini
  - Bario
  - Dectobrycon
  - Ectrepopterus
  - Grundulus
  - Gymnocharacinus
  - Gymnotichthys
  - Hollandichthys
  - Pseudochalceus
  - Rachoviscus
  - Schultzites
- Tribo Scissorini
  - Genycharax
  - Leptobrycon
  - Microschemobrycon
  - Mixobrycon
  - Oligobrycon
  - Oxybrycon
  - Scissor
  - Serrabrycon
  - Thrissobrycon
  - Tucanoichthys
  - Tyttobrycon

Subfamília Stevardiinae
- Tribo Eretmobryconini
  - Eretmobrycon
  - Markiana
- Tribo Xenurobryconini
  - Iotabrycon
  - Ptychocharax
  - Scopaeocharax
  - Tyttocharax
  - Xenurobrycon
- Tribo Argopleura
  - Argopleura
- Tribo Glandulocaudini
  - Glandulocauda
  - Lophiobrycon
  - Mimagoniates
- Tribo Stevardiini
  - Chrysobrycon
  - Corynopoma
  - Gephyrocharax
  - Hysteronotus
  - Pseudocorynopoma
  - Pterobrycon
- Tribo Hemibryconini
  - Acrobrycon
  - Hemibrycon [Boehlkea]
- Tribo Creagrutini
  - Carlastyanax
  - Creagrutus
- Tribo Landonini
  - Landonia
- Tribo Phenacobryconini
  - Phenacobrycon
- Tribo Trochilocharacini
  - Trochilocharax
- Tribo Diapomini
  - Attonitus
  - Aulixidens
  - Bryconacidnus
  - Bryconamericus [Hypobrycon]
  - Caiapobrycon
  - Ceratobranchia
  - Cyanogaster[5]
  - Diapoma
  - Knodus
  - Lepidocharax
  - Microgenys
  - Monotocheirodon
  - Othonocheirodus
  - Phallobrycon
  - Piabarchus
  - Piabina
  - Planaltina
  - Rhinobrycon
  - Rhinopetitia

Subfamília Characinae
- Tribo Protocheirodontini
  - Protocheirodon[6]
- Tribo Pseudocheirodontini
  - Nanocheirodon
  - Pseudocheirodon
- Tribo Aphyocharacini
  - Aphyocharacidium
  - Aphyocharax
  - Leptagoniates
  - Paragoniates
  - Phenagoniates
  - Prionobrama
  - Xenagoniates
- Tribo Cheirodontini
  - Cheirodon
  - Heterocheirodon
  - Prodontocharax
  - Saccoderma
- Tribo Compsurini
  - Acinocheirodon
  - Compsura
  - Ctenocheirodon[7]
  - Holoshesthes [Aphyocheirodon; Cheirodontops]
  - Kolpotocheirodon
  - Odontostilbe
  - Serrapinnus
- Tribo Exodontini
  - Bryconexodon
  - Exodon
  - Roeboexodon
- Tribo Tetragonopterinae
  - Tetragonopterus
- Tribo Characini
  - Acanthocharax
  - Acestrocephalus
  - Charax
  - Cynopotamus
  - Galeocharax
  - Phenacogaster
  - Priocharax
  - Roeboides

Antigamente parte da família Characidae:
Subfamília Iguanodectinae, família Iguanodectidae
- Bryconops
- Iguanodectes
- Piabucus

Subfamília Heterocharacinae, família Acestrorhynchidae
- Gnathocharax
- Heterocharax
- Hoplocharax
- Lonchogenys

Subfamília Bryconinae, família Bryconidae
- Brycon
- Chilobrycon
- Henochilus

Subfamília Salmininae, família Bryconidae
- Salminus

incertae sedis
- Chalceus, família Chalceidae